# Schloss Furth (Polling)

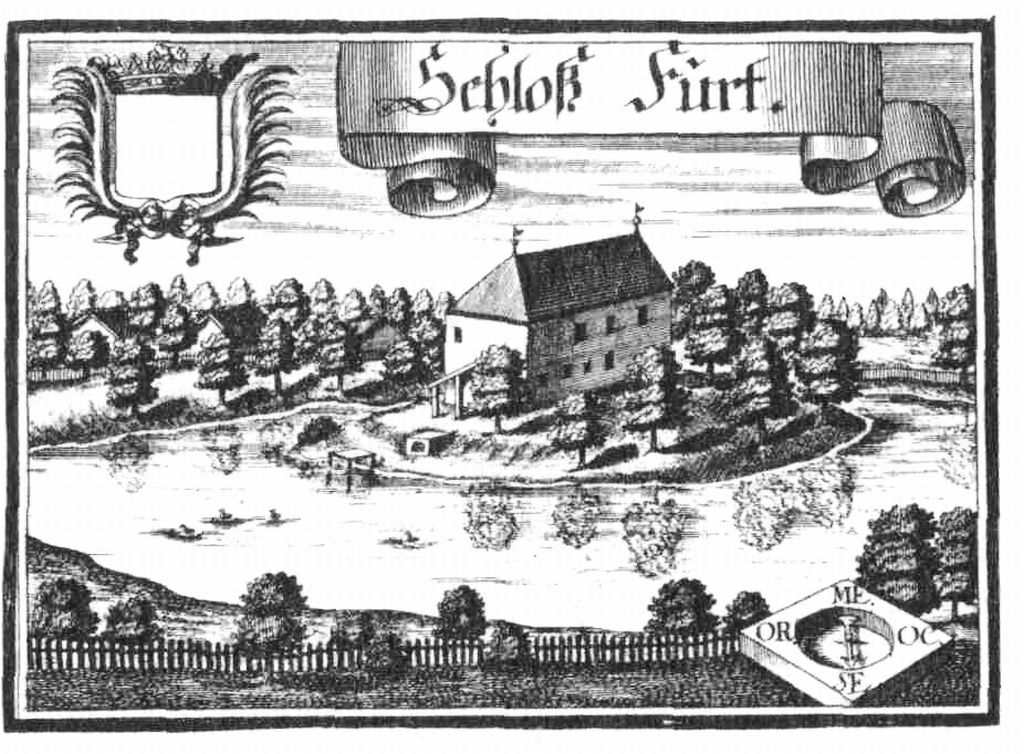
Schloss Furth nach einem Stich von Michael Wening von 1721

Das Schloss Furth (auch Sitz Furth genannt) lag in dem gleichnamigen Ortsteil der heutigen Gemeinde Polling im Landkreis Mühldorf am Inn in Bayern.

## Geschichte
Der Edelsitz Furth dürfte neueren Ursprungs sein, da sich kein nach diesem Ort nennendes Edelgeschlecht bzw. keine mittelalterlichen Schenkungen finden lassen. Um 1490 erscheint der Sitz Furth erstmals in der Landtafel. Bereits damals war er mit dem Sitz Klugham vereint. Furth war auch eine Hofmark, hatte also die niedere Gerichtsbarkeit inne. Der damalige Besitzer war Wolfgang Klugheimer zu Furth. Die Familie der Klugheimer hatte den Sitz noch 1551. Mitte des 16. Jahrhunderts waren die Taufkirchener im Besitz des Anwesens. Da Wolf Josef II. von Tauffkirchen zu Guttenburg ohne männliche Nachkommen verstarb, erbte seine Tochter Franziska den Sitz. Diese war mit Maximilian von Muggenthal verehelicht. Von 1734 bis mindestens 1780 finden sich hier die Freiherren von Ruffini zu Tiefenburg. 1737 war Furth ein Sitz mit einem Hofbau (Sedl). 1803 gehörte es dem Franz Xaver Freiherr von Ruffin. Am 12. Dezember 1836 wurde Klugham mit Furth sowie weiteren Landgütern (Schloss Tüßling) zu einem Fideikommiss zugunsten des königlichen Kämmerers Johann Nepomuk Freiherrn von Deutenhofen Mandl (1792–1886) und dessen männlichen Nachkommen zusammengefasst.
Nach der Säkularisation von 1803 blieben die adeligen Hofmarken als Patrimonialgerichte bestehen. Bei der Bildung der Landgerichte Neumarkt und Haag 1838 wurden die Patrimonialgerichte Klugham und Furth diesen zugeschlagen.